# Шелест, Денис Андреевич
Дени́с Андре́евич Ше́лест (16 октября 1906, село Станиславчик, Подольская губерния — 1 августа 1979, Харьков) — полковник Советской Армии, участник Великой Отечественной войны, Герой Советского Союза (1944). Командир 201-го миномётного полка 12-й миномётной бригады 38-й армии 1-го Украинского фронта.

## Биография
Родился 16 октября 1906 года в селе Станиславчик (ныне — Первомайского района Николаевской области) в семье крестьянина. Украинец. Окончил 4 класса и Одесский строительный техникум.
С 1 ноября 1927 года начал службу Красной Армии, сначала красноармейцем, затем командиром отделения артдивизиона, помощником командира взвода сверхсрочной службы в 283-м стрелковом полку Закавказского военного округа (ЗакВО). В 1934 году окончил артиллерийское отделение Закавказской пехотной школы в Тбилиси. До 1936 года служил командиром противотанкового артиллерийского взвода в 244-м и 246-м стрелковых полках Приволжского военного округа (ПриВО). В феврале 1936 года получил звание лейтенанта, с 1936 по 1939 годы служил командиром полубатареи, командиром взвода и помощником начальника полковой школы 82-го артиллерийского полка, старшим адъютантом 436-го легко-артиллерийского полка Уральского военного округа (УрВО). В октябре 1938 года стал старшим лейтенантом. В 1939 году вступил в ВКП(б).
Принял участие в советско-финской войне 1939—1940 годов в должности помощника начштаба 414-го легко-артиллерийского полка. Далее служил начальником штаба 618-го артиллерийского полка Прибалтийского военного округа (ПрибВО).
В марте 1941 года получил очередное повышение до капитана, а через 3 месяца стал участником Великой Отечественной войны. Был начальником штаба артиллерийского полка и командующего артиллерией стрелковой дивизии, командиром миномётного, истребительно-противотанкового и гаубичного артиллерийских полков. Воевал на Северо-Западном, Калининском, Воронежском, 1-м и 4-м Украинских фронтах. В боях трижды ранен.
Участвовал:
- в 1941 году — в оборонительных боях в Литве и Латвии, в контрнаступлении в районе города Дно, в обороне рубежей в районе городов Андреаполь и Селижарово;
- в 1942 году — в Торопецко-Холмской операции, в освобождении города Нелидово, в боях в треугольнике Белый — Оленино — Ржев;
- в 1943 году — в освобождении посёлка Оленино и части Смоленской области, в наступлении на Левобережной Украине, в освобождении городов Лебедин, Сумы, в форсировании Днепра с завоеванием плацдарма, в освобождении Киева, за что получил звание Героя Советского Союза. 6 ноября 1943 года он одним из первых со своим полком ворвался в Киев, оказывал непосредственную помощь пехоте, с полком в течение 4 часов отражал контратаки противника, удержав свой рубеж и нанеся противнику большой урон. Указом Президиума Верховного Совета СССР от 24 декабря 1943 года за образцовое выполнение боевых заданий командования на фронте борьбы с немецко-фашистскими захватчиками и проявленные при этом мужество и героизм майору Шелесту Денису Андреевичу присвоено звание Героя Советского Союза с вручением ордена Ленина и медали «Золотая Звезда» (№ 2348);
- в 1944 году — в Житомирско-Бердичевской, Проскуровско-Черновицкой и Львовско-Сандомирской операциях, в том числе в освобождении городов Радомышль, Житомир, Каменец-Подольский, Станислав (Ивано-Франковск)[2], Стрый, Дрогобыч, в боях в Восточных Карпатах;
- в 1945 году — в освобождении территории Словакии, в том числе городов Прешов, Трстена, Жилина, в Моравско-Остравской и Пражской операциях.

После войны продолжал службу, в 1945-47 годах служил командиром 852-го и 58-го гаубичных артиллерийских полков 373-й и 180-й стрелковых дивизий Львовского военного округа (ЛьВО). В 1947-50 годах служил старшим офицером 1-го отдела по артиллерии Управления боевой и физической подготовки Одесского военного округа (ОдВО), одновременно заочно окончив в 1948 году полный курс Высшей офицерской артиллерийской школы, а в 1950 году — Военную академию имени М. В. Фрунзе. С декабря 1950 года служил командиром 147-го гаубичного артиллерийского полка 638-й артиллерийской бригады, с января 1953 года — начальником штаба Сахалинского морского учебного артиллерийского лагеря Дальневосточного военного округа (ДВВО).
С октября 1953 года в звании полковника ушёл в запас. Жил в городе Харьков, работал диспетчером на заводе. Скончался 1 августа 1979 года, похоронен в Харькове на кладбище № 2.

## Награды
Награждён орденом Ленина (24.12.1943), двумя орденами Красного Знамени (08.11.1943; 06.11.1947), двумя орденами Александра Невского (16.02.1945; 14.06.1945), орденами Отечественной войны 2-й степени (26.08.1943), Красной Звезды (03.11.1944), медалями.

## Память
На доме, где родился Герой и школе, где он учился, установлены мемориальные доски. Имя Героя носят школы в селе Станиславчик и в городе Харьков.
Мемориальная доска в городе Харькове демонтирована 28 февраля 2025 года.
Фото